# Argentijns militair ordinariaat
Het Argentijns militair ordinariaat (Spaans: Obispado castrense de Argentina) is een militair ordinariaat van de Rooms-Katholieke Kerk met als zetel de kathedraal Stella Maris in Buenos Aires, in Argentinië. Het ordinariaat is verantwoordelijk voor de zielzorg van de tot de Rooms-Katholieke Kerk behorende militairen van de Argentijnse strijdkrachten en hun families. Het ordinariaat staat als immediatum onder rechtstreeks gezag van de Heilige Stoel. 

## Geschiedenis
Het ordinariaat werd op 8 juli 1957 opgericht, door paus Pius XII, als militair vicariaat. Het ordinariaat werd op 21 juli 1986 door paus Johannes Paulus II met de apostolische constitutie Spirituali militum curae verheven tot militair bisdom.

## Organisatie
In 2021 telde het ordinariaat 5 parochies, die werden bediend door 167 priesters, waarvan 11 paters, met een permanente diaken, en 14 zusters.

## Ordinarii

### Militair vicaris
- Santiago Luis Copello (12 juni 1928 - 20 oktober 1932; tevens hulpbisschop van Buenos Aires)
- Fermín Emilio Lafitte (8 juli 1957 - 8 augustus 1959; tevens aartsbisschop van Córdoba (1957-1958), coadjutor (1958-1959) en aartsbisschop van Buenos Aires (1959))
- Antonio Caggiano (15 augustus 1959 - 7 juli 1975; tevens aartsbisschop van Buenos Aires, kardinaal in 1946)
  - Victorio Manuel Bonamín (hulpbisschop: 27 januari 1960 - 30 maart 1982; tevens hulpbisschop van Buenos Aires, titulair bisschop van Bita)
- Adolfo Servando Tortolo (7 juli 1975 - 30 maart 1982; tevens aartsbisschop van Paraná)

### Militair bisschop
- José Miguel Medina (30 maart 1982 - 7 maart 1990; tevens bisschop van Jujuy (1982-1983))
- Norberto Eugenio Conrado Martina (8 november 1990 - 28 augustus 2001)
- Antonio Juan Baseotto (8 november 2002 - 15 mei 2007)
- Santiago Olivera (28 maart 2017 - heden)

## Galerij van afbeeldingen

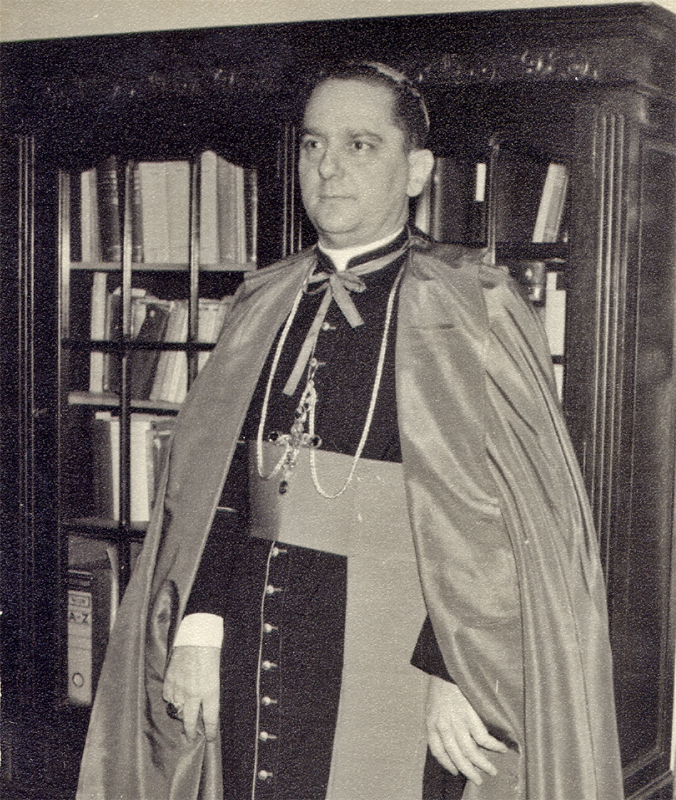
Militair bisschop José Miguel Medina (1982-1990), de eerste militaire bisschop
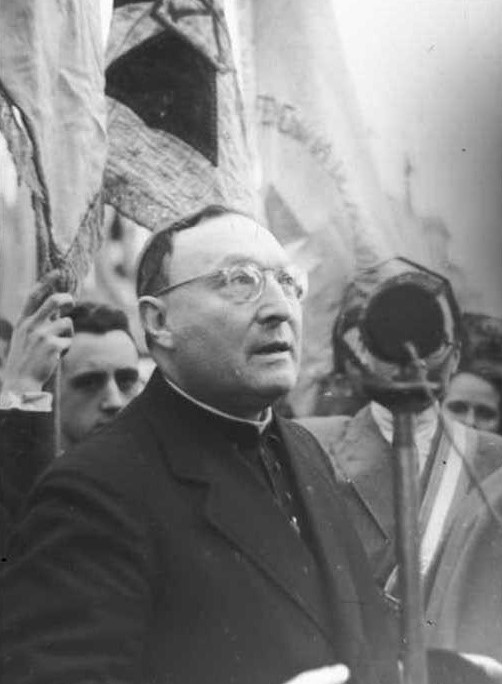
Militair vicaris Antonio Caggiano (1959-1975), kardinaal in 1946
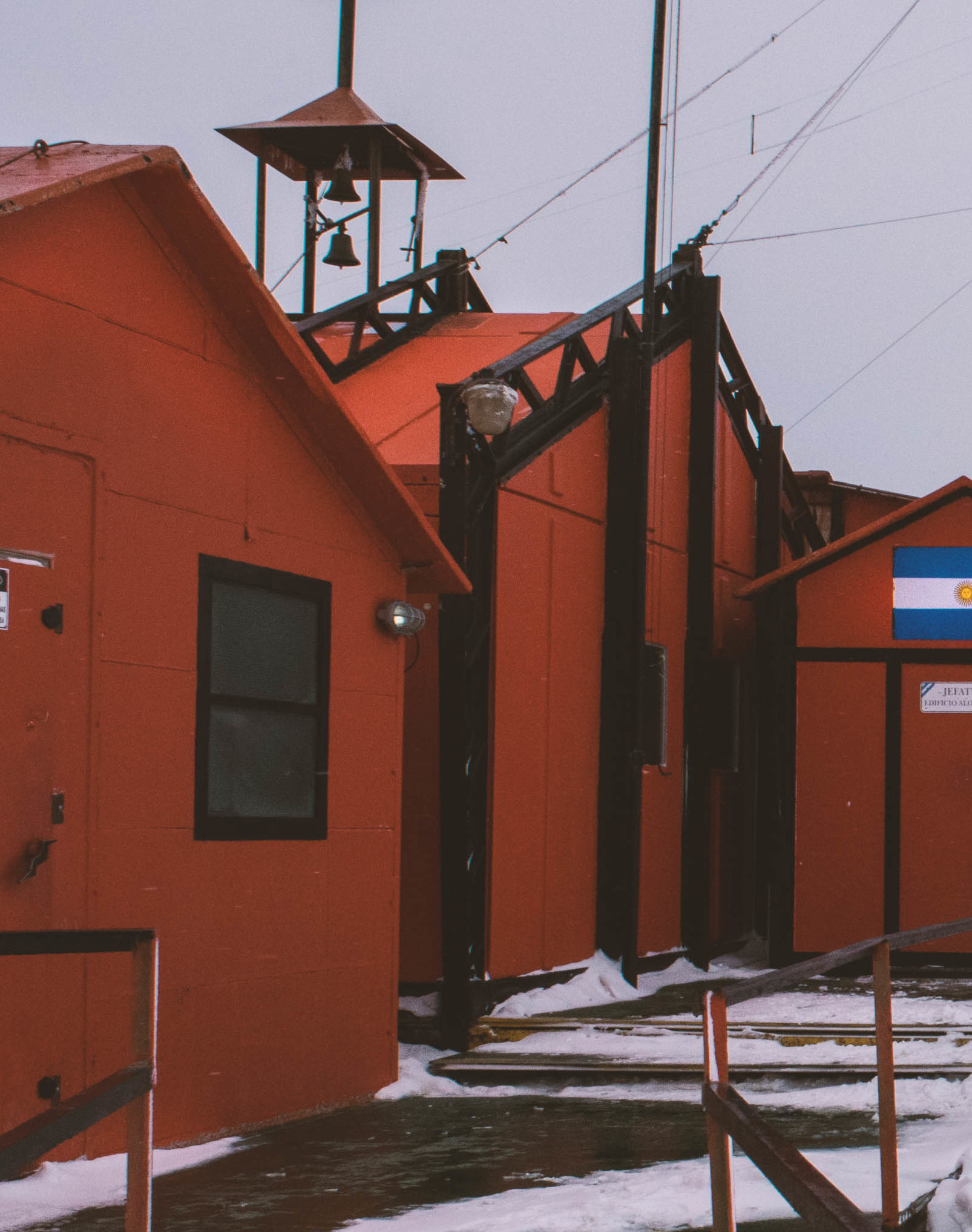
Militaire kapel op de Marambio-basis in Antarctica